# Тримолекулярна реакція
Тримолекулярна реакція (англ. termolecular reaction) — хімічна реакція, в якій беруть участь три молекулярні частинки.
У хімії атмосфери такі реакції є важливими, бо третя частинка може співдіяти утворенню продуктів, забираючи частину енергії, яка виділяється в хімічній реакції, що не дає повернутись назад до реактантів.
Наприклад,
O2 + O + N2 → O3 + N2,
де третім тілом тут виступають молекули азоту.